# (33836) 2000 FB39
2000 FB39 (asteroide 33836) é um asteroide da cintura principal. Possui uma excentricidade de 0.34199110 e uma inclinação de 14.63438º.
Este asteroide foi descoberto no dia 29 de março de 2000 por LINEAR em Socorro.